# Рахманов, Дмитрий Александрович
Дмитрий Александрович Рахманов (1768—1832) — тайный советник, сенатор.
Происходил из дворян. 4 апреля 1779 г. был зачислен сержантом в лейб-гвардии Преображенский полк и 1 января 1790 года произведен в прапорщики. В это время началась Шведская война; Рахманов принял в ней участие и находился в походах и сражениях с 13 марта по 3 сентября 1790 года. 1-го января 1792 года он был произведен в подпоручики, в 1794 г. в поручики, а 15 сентября перевелся подполковником в армию и был назначен в 5-й шестиротный мушкетерский полковой батальон, вошедший в состав полка Архарова 2-го.
1 мая 1797 года был произведен в полковники в том же полку, а через год (14 апреля) в генерал-майоры, причем назначен был комендантом в Киев и был сделан шефом гарнизонного полка. 26 мая 1798 года был отставлен от службы и в таком положении пробыл до 17 декабря 1800 года, когда был причислен к Герольдии, через месяц был переименован в действительные статские советники. 3 сентября 1805 года он определён был за обер-прокурорский стол в 7-м департаменте Сената.
В 1810 году Рахманов находился при сенаторе Алябьеве во время ревизии им Московской губернии, а 1 января 1813 года назначен управляющим Вотчинным Департаментом в Москве. 22 января 1819 года он вступил в исправление должности обер-прокурора 7-го департамента, 5 февраля того же года был произведен в тайные советники и назначен к присутствию в 7-м Департаменте Правительствующего Сената. 20 мая 1824 года уволился в отпуск, в котором, за небольшим перерывом в 1 год (с 1 января 1826 г. по 1 января 1827 года), оставался до своего увольнения от службы, состоявшегося 10 ноября 1827 г. умер в Москве 28-го декабря 1832 г., погребен в Новодевичьем монастыре.